# Bhushan Akut
Bhushan Akut (* 8. Februar 1962) ist ein indischer Badmintonspieler. 

## Karriere
Bhushan Akut wurde 1993 und 1994 indischer Meister im Herrendoppel mit Vinod Kumar. Bei den India Open 1997 belegte er mit ihm Platz fünf im Doppel. 2003 gewann er bei der Senioren-Weltmeisterschaft Silber.

## Sportliche Erfolge
| Saison | Veranstaltung                          | Disziplin    | Platz | Name                         |
| ------ | -------------------------------------- | ------------ | ----- | ---------------------------- |
| 1993   | Indien: Einzelmeisterschaften          | Herrendoppel | 1     | Vinod Kumar / Bhushan Akut   |
| 1994   | Indien: Einzelmeisterschaften          | Herrendoppel | 1     | Vinod Kumar / Bhushan Akut   |
| 1997   | Indien: Internationale Meisterschaften | Herrendoppel | 5     | Vinod Kumar / Bhushan Akut   |
| 2003   | Senioren-Weltmeisterschaft 35+         | Herrendoppel | 2     | George Thomas / Bhushan Akut |